# Rudolfiella bicornaria
Rudolfiella bicornaria là một loài thực vật có hoa trong họ Lan. Loài này được (Rchb.f.) Hoehne miêu tả khoa học đầu tiên năm 1953.